# سد کوریس
سد کوریس (به لاتین: Kouris Dam) یک مخزن سد در قبرس است که در الاسا واقع شده‌است.